# Goufka
Goufka (ou Goufga, Goeka) est un village du Cameroun situé dans la région de l'Extrême-Nord, le département du Mayo-Danay et l'arrondissement de Gobo, à proximité de la frontière avec le Tchad. 

## Population
En 1967, la localité comptait 645 habitants, principalement des Massa.
Lors du recensement de 2005, on y a dénombré 1 552 personnes.